# Father Was a Fullback
Father Was a Fullback é um filme de comédia estadunidense dirigido por John M. Stahl  e estrelado por Fred MacMurray, Maureen O'Hara, Natalie Wood e Betty Lynn. Foi lançado em 30 de setembro de 1949 pela 20th Century Fox.

## Elenco
- Fred MacMurray ...George "Coop" Cooper
- Maureen O'Hara ...Elizabeth Cooper
- Betty Lynn ...Constance "Connie" Cooper
- Natalie Wood ...Ellen Cooper
- Thelma Ritter ...Geraldine
- Jim Backus ...Professor "Sully" Sullivan
- Rudy Vallée ...Sr. Roger "Jess" Jessup